# 9176 Struchkova
9176 Struchkova (1990 VC15) là một tiểu hành tinh vành đai chính được phát hiện ngày 15 tháng 11 năm 1990 bởi L. I. Chernykh ở Đài vật lý thiên văn Crimean.